# Henry Percy, XI duque de Northumberland
Henry Alan Walter Richard Percy, 11.º duque de Northumberland (1 de julio de 1953 – 31 de octubre de 1995), estilizado como Conde Percy hasta 1988, fue un aristócrata británico. Fue el cuarto hijo y primer varón de Hugh Percy, 10.º duque de Northumberland y ahijado de Isabel II del Reino Unido.
Fue educado en el Eton College y en Christ Church, Oxford.
Después de heredar el ducado tras la muerte de su padre el 11 de octubre de 1988, fue conocido por plantar árboles en Syon House, la residencia ducal en Brentford; por su intento fallido en la industria del cine; por un romance con la madre de Naomi Campbell, Valerie, y con la actriz estadounidense, Barbara Carrera; como también por un excesivo consumo de estupefacientes.
A Percy le fue diagnosticado fatiga crónica.
Nunca se casó y murió a los 42 años de insuficiencia cardiaca después de una sobredosis de anfetaminas.
Fue sucedido por su hermano pequeño, Lord Ralph Percy.